# Salto Veloso
Salto Veloso är en kommun i Brasilien.   Den ligger i delstaten Santa Catarina, i den södra delen av landet, 1 300 km söder om huvudstaden Brasília. Antalet invånare är 4 301.
I omgivningarna runt Salto Veloso växer huvudsakligen savannskog. Runt Salto Veloso är det ganska glesbefolkat, med 38 invånare per kvadratkilometer.